# Otomys
Az Otomys az emlősök (Mammalia) osztályának a rágcsálók (Rodentia) rendjébe, ezen belül az egérfélék (Muridae) családjába tartozó nem.

## Rendszerezés
A nembe az alábbi 26 faj tartozik:
- Otomys anchietae Bocage, 1882
- angolai szélesfülű egér (Otomys angoniensis) Wroughton, 1906
- Otomys barbouri Lawrence & Loveridge, 1953
- Otomys burtoni Thomas, 1918
- Otomys cheesmani[1]
- Otomys cuanzensis Hill & Carter, 1937
- Otomys dartmouthi Thomas, 1906
- Otomys denti Thomas, 1906
- Otomys dollmani Heller, 1912
- Otomys fortior[1]
- Otomys helleri[1]
- mocsári szélesfülű egér (Otomys irroratus) Brants, 1827 - típusfaj
- Otomys jacksoni Thomas, 1891
- Otomys lacustris G. M. Allen & Loveridge, 1933
- Otomys laminatus Thomas & Schwann, 1905
- Otomys maximus Roberts, 1924
- Otomys occidentalis Dieterlen & Van der Straeten, 1992
- Otomys orestes Thomas, 1900
- Otomys saundersiae Roberts, 1929
- Otomys simiensis[1]
- Otomys thomasi[1]
- Otomys tropicalis Thomas, 1902
- Otomys typus Heuglin, 1877
- Otomys uzungwensis Lawrence & Loveridge, 1953
- Otomys zinki[1]
- Otomys yaldeni[1]